# Heiko Rosenthal

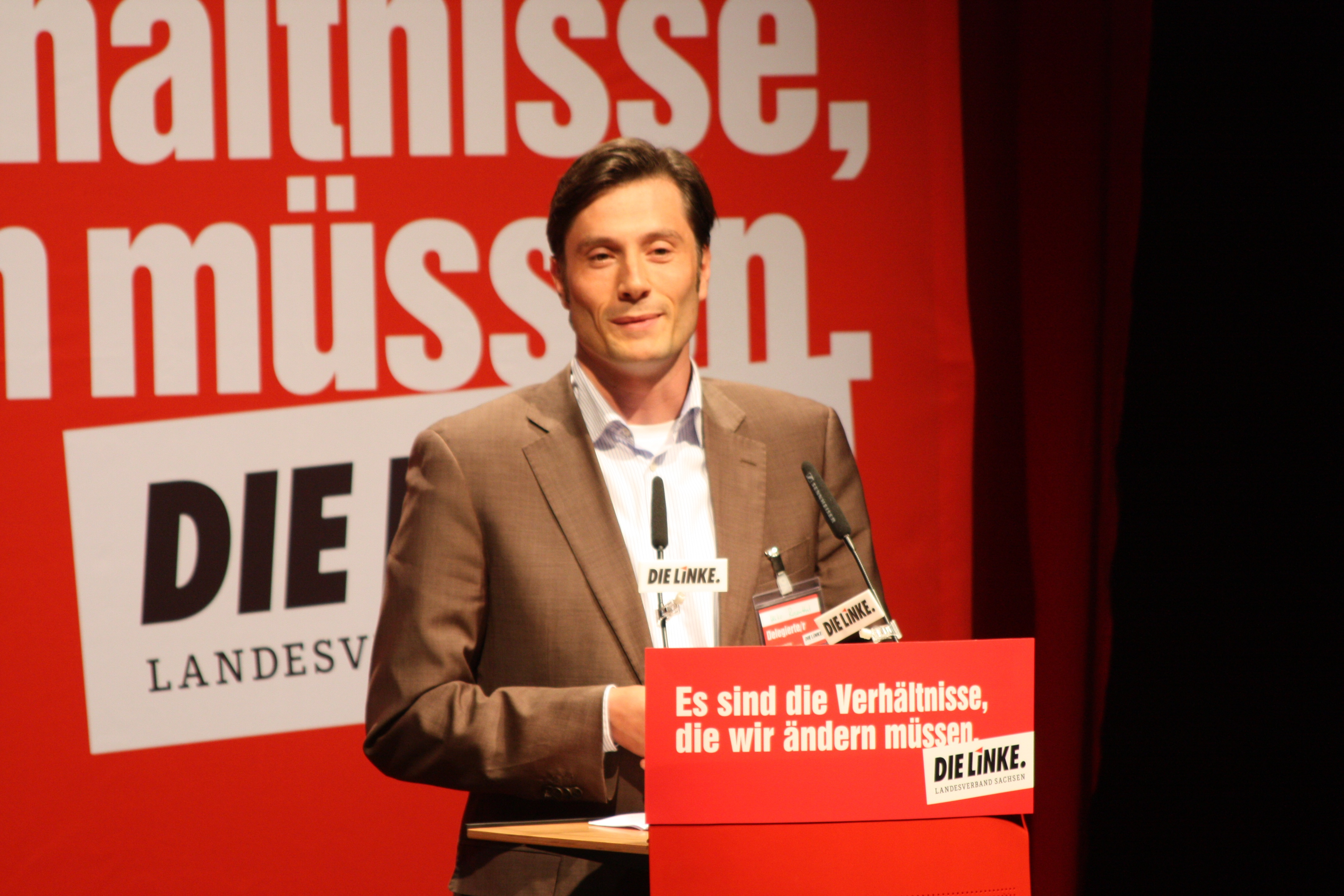
Heiko Rosenthal (2011)

Heiko Rosenthal (* 18. Oktober 1974 in Ost-Berlin) ist ein deutscher Jurist und Politiker. Er gehört der Partei Die Linke an und ist seit 2006 Bürgermeister und Beigeordneter für Umwelt, Klima, Ordnung und Sport der Stadt Leipzig.

## Ausbildung und Beruf
Heiko Rosenthal legte am Gymnasium in Ruhla im Jahr 1993 das Abitur ab. Von 1993 bis 1998 studierte Heiko Rosenthal in Leipzig. Das Studium der Rechtswissenschaften an der Universität Leipzig beendete er mit dem erfolgreichen Ablegen des Ersten Juristischen Staatsexamens. Ab 1998 bis 2001 absolvierte Heiko Rosenthal das Referendariat am Landgericht Zwickau und legte erfolgreich das Zweite Juristische Staatsexamen ab.
Ab 2001 wechselte Heiko Rosenthal zum Regierungspräsidium Chemnitz als Referent im Bereich Personen- und Güterverkehr, ÖPNV sowie Haushalts- und Zuwendungsrecht. Seit 2003 war er zusätzlich als Referent im Bereich Straßen- und Straßenverkehrsrecht tätig und war Vorsitzender des Fahrlehrerprüfungsausschusses im Regierungsbezirk Chemnitz. Seit 2006 ist Heiko Rosenthal Bürgermeister und Beigeordneter für Umwelt, Ordnung, Sport der Stadt Leipzig.

## Politik
Am 19. Juli 2006 wurde er vom Leipziger Stadtrat zum Bürgermeister und Beigeordneten für Umwelt, Ordnung und Sport gewählt. Er amtiert seit dem 19. September 2006 als Bürgermeister der Stadt Leipzig. In seiner Verantwortung liegen das Ordnungsamt, das Amt für Umweltschutz, die Branddirektion, das Amt für Sport, das Veterinär- und Lebensmittelaufsichtsamt und das Amt für Stadtgrün und Gewässer sowie die Eigenbetriebe Stadtreinigung Leipzig und Städtisches Bestattungswesen Leipzig.
Am 19. Juni 2013 wählte der Leipziger Stadtrat Heiko Rosenthal im ersten Wahlgang mit 64 von 70 Stimmen (91,4 %) mit einer in der Stadtgeschichte noch nie dagewesenen Mehrheit erneut zum Bürgermeister und Beigeordneten der Stadt Leipzig.
Im September 2020 bestätigte der Stadtrat Rosenthal im ersten Wahlgang für eine weitere Amtszeit. Sein Dezernat trägt nun die Bezeichnung Umwelt, Klima, Ordnung und Sport.

## Varia
Heiko Rosenthal ist ein Stiefsohn der aktuellen SPD-Ministerin im Sächsischen Staatsministerium für Soziales und Gesellschaftlichen Zusammenhalt Petra Köpping.